# Penticton
Penticton – miasto w Kanadzie, w prowincji Kolumbia Brytyjska, w dystrykcie regionalnym Okanagan-Similkameen. Leży nad jeziorami Okanagan i Skaha.
Liczba mieszkańców Penticton wynosi 31 909. Język angielski jest językiem ojczystym dla 84,4%, francuski dla 1,8% mieszkańców (2006).